# لوئیس مانوئل اورخوئلا
لوئیس مانوئل اورخوئلا (انگلیسی: Luis Manuel Orejuela؛ زادهٔ ۲۰ اوت ۱۹۹۵) بازیکن فوتبال اهل کلمبیا است.
از باشگاه‌هایی که در آن بازی کرده‌است می‌توان به باشگاه فوتبال آژاکس آمستردام، باشگاه فوتبال سائو پائولو، باشگاه فوتبال گرمیو، باشگاه فوتبال اتلتیکو پارانائنزه، باشگاه ورزشی دپورتیوو کالی، و باشگاه ورزشی کروزیرو اشاره کرد.
وی همچنین در تیم‌های ملی فوتبال زیر ۲۰ سال و بزرگسالان کلمبیا بازی کرده‌است.